# Szalánta, Baranya
Szalánta (în croată Salanta) este un sat în districtul Pécs, județul Baranya, Ungaria, având o populație de 1.218 locuitori (2011).

## Demografie
Componența etnică a satului Szalánta
     Maghiari (67,61%)
     Croați (23,11%)
     Romi (5,91%)
     Germani (1,58%)
     Necunoscut (0,76%)
     Alții (1,03%)
Componența confesională a satului Szalánta
     Romano-catolici (62,89%)
     Fără religie (8,37%)
     Reformați (5,25%)
     Atei (1,97%)
     Necunoscută (20,11%)
     Alte religii (2,13%)
Conform recensământului din 2011, satul Szalánta avea 1.218 locuitori. Din punct de vedere etnic, majoritatea locuitorilor (67,61%) erau maghiari, existând și minorități de croați (23,11%), romi (5,91%) și germani (1,58%). Apartenența etnică nu este cunoscută în cazul a 0,76% din locuitori.  Din punct de vedere confesional, majoritatea locuitorilor (62,89%) erau romano-catolici, existând și minorități de persoane fără religie (8,37%), reformați (5,25%) și atei (1,97%). Pentru 20,11% din locuitori nu este cunoscută apartenența confesională.